# 和深柚有菜
和深柚有菜（3月25日—），日本漫畫家。曾以筆名出過同人誌。

## 作品
漫畫
- 青春☆開麥拉、全2冊、原名
- 惑星水果糖、全2冊、原名
- 春情花開、全3冊、原名
- 深眠花、全2冊、原名
- 遺忘的淚、全2冊、原名
- 夢之歌、全1冊、原名

小說插畫
- 系列，作者：花衣沙久羅

## 外部連結
- （日語）（公式サイト）